# Submillimeterastronomie
Submillimeterastronomie is de tak van astronomie uitgevoerd op submillimetergolflengten (terahertzstraling) van het elektromagnetische spectrum. Astronomen plaatsen het submillimetergolfgebied tussen de verre infrarood- en microgolfgebieden, typisch tussen golflengten van een paar honderd micrometer tot een millimeter. Het is nog steeds gebruikelijk in submillimeterastronomie om golflengten uit te drukken in 'micron', de oude naam voor micrometer.

## Onderzoek
Met submillimeterwaarnemingen bestuderen astronomen moleculaire wolken en de binnenste delen van absorptienevels met het doel om de processen te ontrafelen verantwoordelijk voor stervorming. Processen vanaf de allereerste ineenstorting door interne zwaartekracht tot de eigenlijk geboorte van een ster worden hierin bestudeerd.
Door de warmtestraling van kosmisch stof in de absorptienevels te meten bij verschillende frequenties kan de temperatuur van het stof en de hoeveelheid stof bepaald worden.
De lineaire polarisatie van de stofstraling geeft informatie over het magnetisch veld in de wolken.
Submillimeterwaarnemingen van donkere wolken worden ook gebruikt om door middel van astronomische spectroscopie de chemische samenstelling van interstellair gas te bestuderen.
Astrochemie, het vakgebied dat de chemische samenstelling en de reacties die optreden in het universum onderzoekt, maakt intensief gebruik van submillimeterwaarnemingen.
De opwarming en afkoeling van het interstellair medium wordt ook bestudeerd in het submillimetergolfgebied.
Submillimeterwaarnemingen geven ook informatie over de processen achter de vorming en evolutie van sterrenstelsels, zowel in de lokale groep als in de tijd vlak na de oerknal.

## Submillimeterastronomie vanaf de Aarde

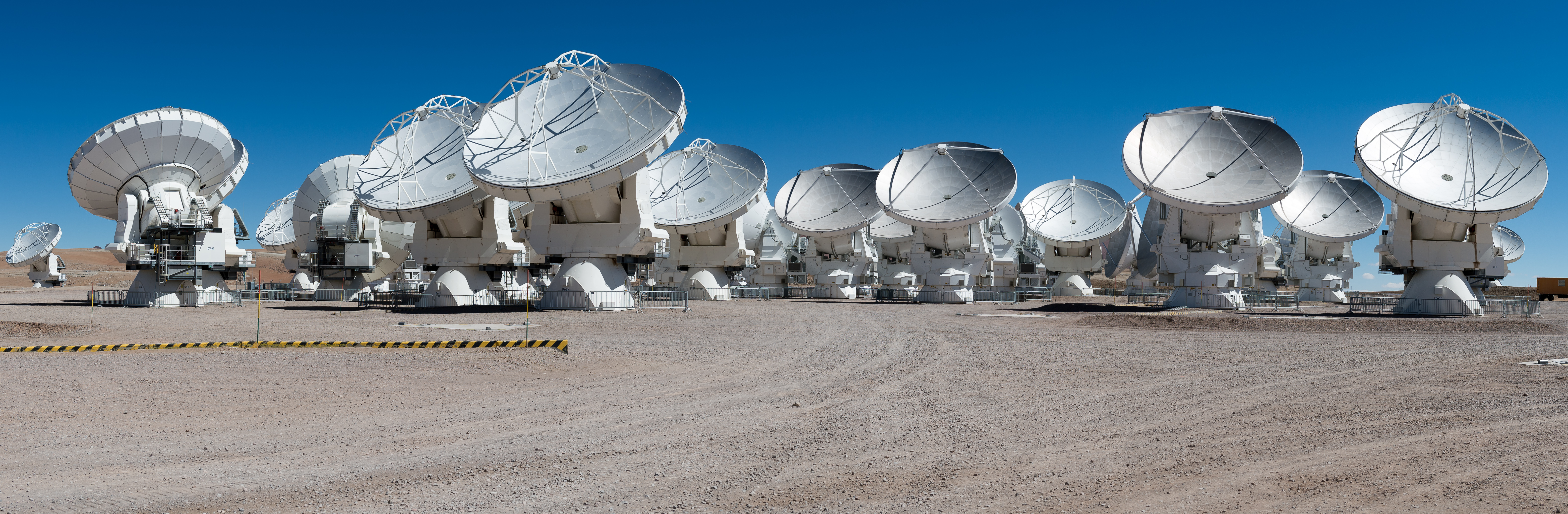
ALMA

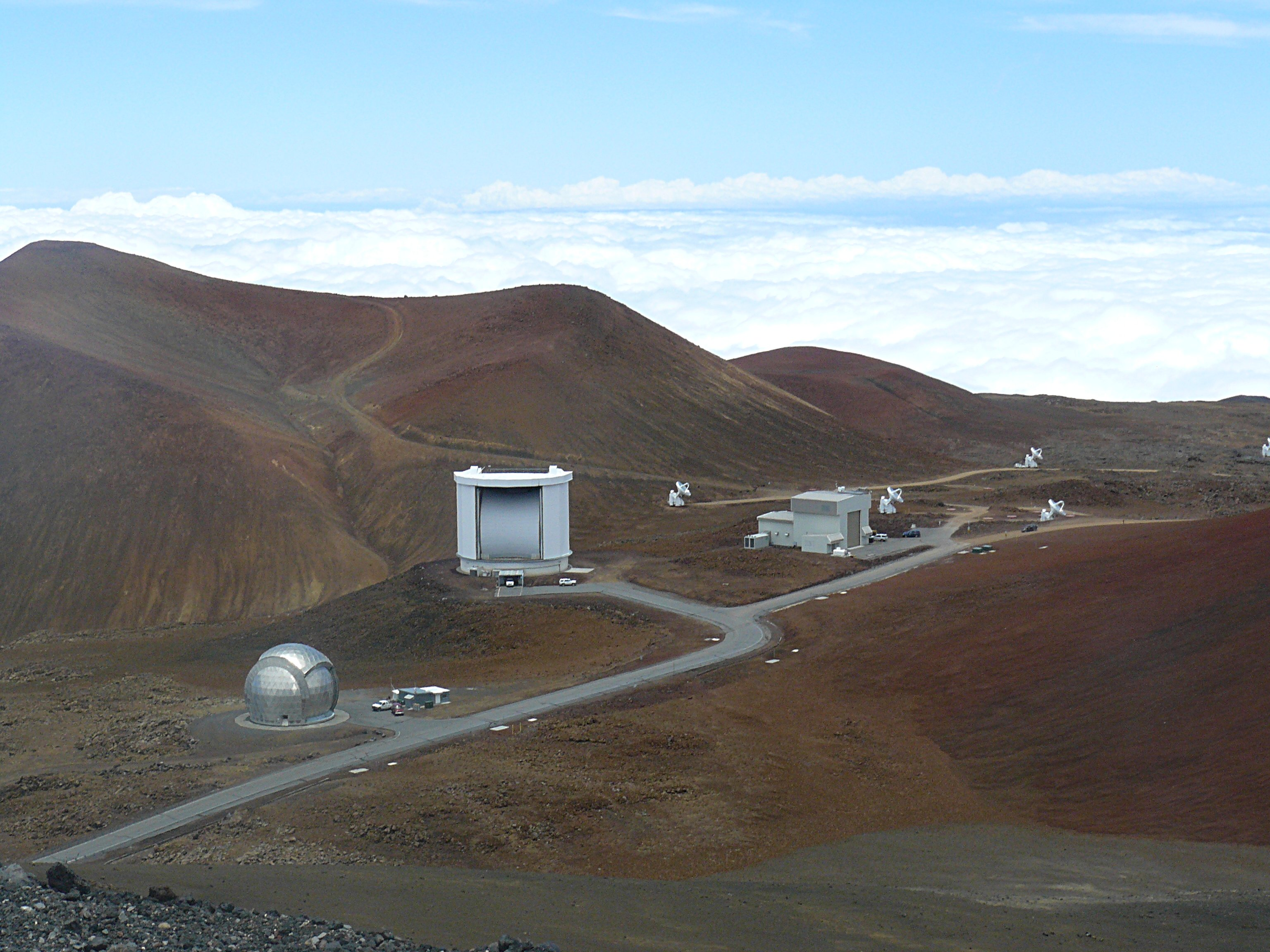
Van links naar rechts: CSO, JCMT en SMA op Mauna Kea

De meest significante beperking van waarnemingen in het submillimetergolfgebied met observatoria vanaf de Aarde is atmosferische emissie, ruis en verzwakking van het signaal door absorptie in onze atmosfeer. Op deze golflengten bevinden zich grote aantallen absorptiebanden van water. Het is alleen mogelijk succesvolle waarnemingen te doen in zogenaamde atmosferische vensters waarin deze absorptiebanden worden vermeden. De ideale locatie voor submillimeterwaarnemingen is droog, koud, heeft stabiele weerpatronen en is zover mogelijk verwijderd van stedelijke gebieden. De meest bepalende factor is de PWV oftewel de "precipitable water vapor": de hoeveelheid waterdamp boven de locatie.
Slechts een handvol locaties voldoen aan deze eisen. Voorbeelden zijn Mauna Kea (Hawaii, Verenigde Staten), het Chajnantor plateau in de Atacama woestijn (Chili), de Zuidpool en Groenland. Hiervan is Mauna Kea het meest ontwikkeld en ook het makkelijkst te bereiken.
Op het Chajnantorplateau bevindt zich het Atacama Pathfinder Experiment (APEX), de grootste submillimetertelescoop op het zuidelijk halfrond 
en het grootste astronomische project ter wereld, de Atacama Large Millimeter Array (ALMA), een interferometer voor submillimeterwaarnemingen bestaande uit 54 12-meter en 12 7-meterschotels. Het Submillimeter Array (SMA) is een andere interferometer en bestaat uit 8 6-meterschotels. Deze staat op de top van Mauna Kea, net zoals de grootste submillimetertelescoop, de James Clerk Maxwell Telescope (JCMT).

## Submillimeterastronomie vanuit vliegtuigen en ballonexperimenten

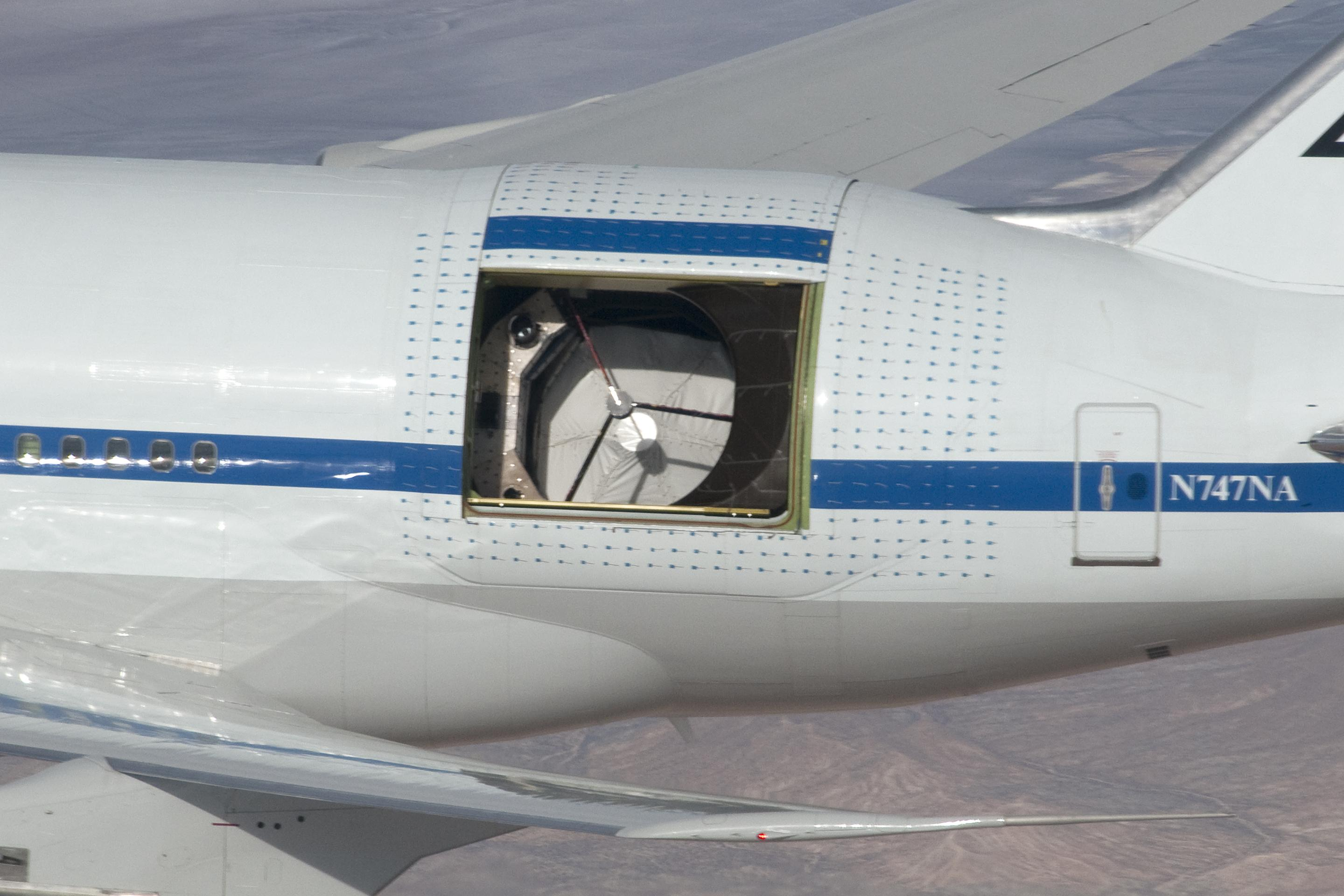
SOFIA

Met behulp van vliegtuigen en ballonnen kan worden waargenomen op grote hoogte, boven een significant deel van de atmosfeer. Hierdoor kunnen veel nauwkeurigere waarnemingen worden uitgevoerd. Twee voorbeelden hiervan zijn het BLAST-experiment en SOFIA, een telescoop in een gemodificeerde Boeing 747.

## Submillimeterastronomie in de ruimte

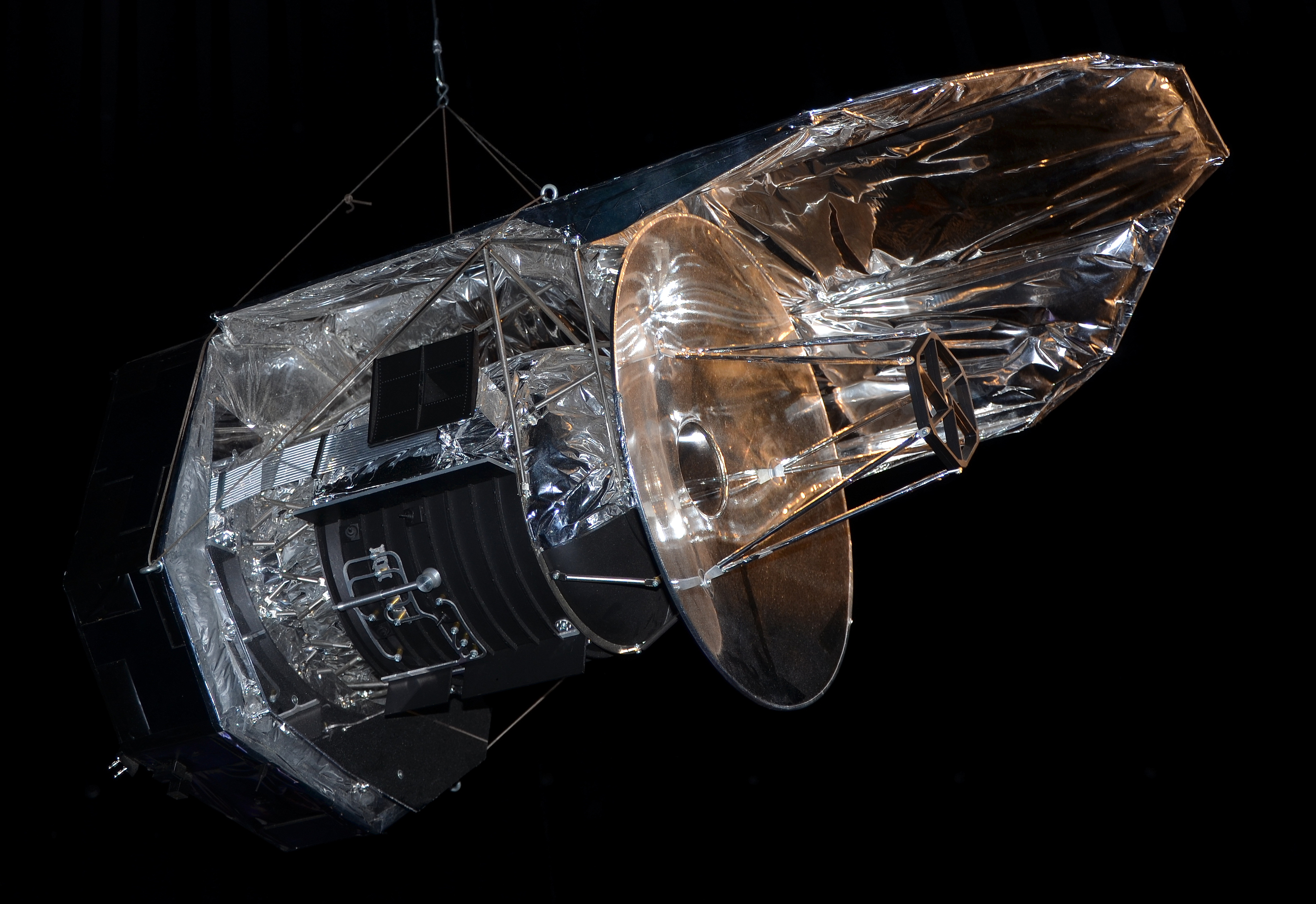
Herschel Space Observatory

Submillimeterwaarnemingen vanuit de ruimte hebben geen last van de atmosferische beperkingen op Aarde.
De bekendste missies die op submillimetergolflengten waargenomen hebben, zijn ISO, SWAS en Herschel Space Observatory.
In 2009 lanceerde ESA, de European Space Agency, de Herschel Space Observatory (eerder bekend als de Far Infrared and Sub-millimetre Telescope of FIRST). Herschel bezat de grootste spiegel ooit gelanceerd (3,5 m) en bestudeerde het universum in de verre infrarood- en submillimetergolfgebieden. Herschel draaide niet in een baan om de Aarde, maar in een Lissajous baan rondom L2, het tweede Lagrangepunt in het Aarde-Zon systeem. L2 bevindt zich ongeveer 1,5 miljoen kilometer van de Aarde. Op deze afstand had Herschel minimale last van infrarood en andere straling van de Aarde en Zon. De primaire missie van Herschel bestond uit het bestuderen van de oorsprong van sterrenstelsels in het vroege universum en de vorming van sterren in de Melkweg.

## Submillimeterastronomie in Nederland
Van 1987 tot 2013 was Nederland voor 20% betrokken bij de JCMT. Daarna heeft het onderzoek zich geconcentreerd op waarnemingen met ALMA.